# ブラスレイター
『BLASSREITER』（ブラスレイター）は、GONZOとニトロプラスが展開し、テレビアニメ・漫画・小説から構成されるメディアミックスプロジェクトの総称である。

## 概要
アニメ制作会社のGONZOと、当時はアダルトゲームを中心とした制作活動をしていたニトロプラスによる初のコラボレーション作品。テレビアニメ、漫画などメディアミックスで展開されている。特設サイトでは2007年11月下旬よりPVが視聴可能となっている。2008年4月より同年9月まで、テレビアニメが放送された。また、2008年7月には小説版が出版され、同年9月にはメガハウスのACTION WORKSからフィギュアシリーズの発売が開始された。 
栄光からの転落と人間不信による葛藤、いじめ・貧困・移民への差別など社会的弱者の苦悩を初め、ハードなストーリーが展開される。
「BLASSREITER」とはドイツ語。英語に直すと「PALERIDERS」で、「青ざめた騎手（騎士）」となる。

## あらすじ
近未来のドイツ市街。その街では死体が突如蘇り、異形の融合体「デモニアック」となって生者を襲う謎の事件が勃発していた。そんな中、生者のままデモニアックへ自由自在に変化する者たちが現れる。
彼らはその力を得たために人々から非難と好奇の眼差しで見られながらも、それぞれの思いを胸に悪魔の力を使用していた。しかし、彼らの思いも虚しく刻々と迫って来る残酷な運命、それはデモニアックとなった者たち同士による、命を賭けたバトルロイヤルであった。

## 登場人物

### 主要人物
ジョセフ・ジョブスン
声 - 松風雅也、三瓶由布子（幼少期）
デモニアックを狩り続けるハンター。
寡黙で無愛想だが情に篤く信仰心も強い。ブラスレイターとなり堕ちる恐怖と戦いながら、自らと同じように悪魔の力を宿した者たちのために奔走する。
育ての親であるミュラー神父の影響で、手彫りの聖母子像をよく作っている。
元は異民。親は雪の日に孤児院の前で赤ん坊のジョセフを抱きながら死んだ。孤児たちの年長者として、虐げられても気丈に暮らしながら育ての親であるミュラーや恩人であるザーギンを尊敬していた。自らの信念である「どんな過酷な世界でも、命は生きるに値する」とはミュラーの遺した言葉でもある。変わり果てたザーギンを止めることが自らの旅の目的である。
XATからは「ブルー」と通称される。
エンドクレジットには最初に名前が出ているが、厳密には「唯一の主人公」ではなく、数多くの「主要人物の一人」である。
アマンダ・ウェルナー
声 - 伊藤静
XAT第2班に所属する女性。前所属はヘルマンと同じく交通機動隊で、同期であるがXAT着任はヘルマンに先を越されてしまった。担当はアタッカー。ピンク色のストレートヘア（勤務中はアップヘアにしている）と、グラマーな肢体が特徴（XATの制服に胸囲と合うものが無く無理に着込んでいるため、胸元はほぼ常時開放されたままである）。叔母が経営していた孤児院にいたマレクを引き取り弟として育てているが、最近はデモニアックの対応に追われ私生活ですれ違いが多い。
常に沈着冷静であろうと努めているがそれゆえ自己嫌悪に陥ることもある。ちなみに、とんでもない酒豪。
XAT壊滅後は負傷したジョセフを保護。メイフォンたちによりツヴェルフへ連行され、ヴィクターにマレクを盾にされての協力を迫られるが、彼の部下ではなくXATとして協力することを誓う。
15話でシドウが書いた「絆」の漢字は読めず「これは？」と尋ねていたが、21話で折り鶴に書かれた「ペトラ」のという叔母の名前の片仮名は読めている。
エレア
声 - 花澤香菜
ガルムに搭載されている端末を介してジョセフに付き纏う黒い妖精のような姿の少女。美しさを重視する気位の高い性格で「美しくないわ」が口癖（ただし、強壮で禍々しいブラスレイターを美しいと表するなど、特異な美的感覚を持つ）。
当初は正体不明で、デモニアックの力を進んで使おうとしないジョセフに様々な助言を与え、ザーギン打倒の手助けをしていた。物語終盤で妖精のような少女の姿はホログラフィーであり、その実体はツヴェルフのAIプログラム人格であることが明かされる。
自分の意思でガルムを操ることもできる。
ヘルマン・ザルツァ
声 - 三宅健太
XAT第2班に所属する赤毛の男性。前所属は交通機動隊。担当はアタッカー。元々はバイクレーサーで、アマチュアの時分からの親友であるゲルトを尊敬している。普段は冷静だが、ゲルトが絡むと途端に命令無視や暴走が目立つ。密かにアマンダに想いを寄せていたが最後迄告白ができないまま死亡した。
デモニアック化したマレクをゲルトの二の舞にはさせまいとアマンダに協力して奔走する。XAT壊滅時にスケールライダーの爆撃をまともに受けたため、アマンダを逃がし落命したと思われたが、ベアトリスによりブラスレイターとして復活させられた。融合体となった混乱から暴走するも、アマンダの叱責から理性を取り戻しXATの生き残りとして戦うことを決意する。
マドワルド・ザーギン
声 - 諏訪部順一
清廉な雰囲気を漂わせる金髪の美男子。ベアトリスを従え、ヴァイスという白馬に乗っている。ジョセフを試すような物言いが目立ち、その余裕に相応しい圧倒的な力を持つブラスレイター。
かつては医者であり、幼少のジョセフが住んでいた孤児院の危機に医師団と共に駆け付けた人物でもある。市民でありながら異民を全く差別しない正義感の強い性格だったが、市民のリンチによるサーシャの落命から自分の無力さと穢れきった世界に絶望し、豹変。ヴィクターの甘言に乗り最強の力を得た。しかし「世界を統べる」のではなく「世界を変えるために世界を終わらせる」という黙示録の騎士となることを誓いツヴェルフと袂を分かつ。
ベアトリス・グレーゼ
声 - 大原さやか
政府公認のクレルモン・メディカル製薬会社の調査員を名乗る、褐色のグラマーな身体を白衣に包む謎の女性。ザーギンに心酔しており、その命に従ってジョセフの動向を監視している。
選んだ候補者のナノマシンを活性化するために、死体安置所などから調達した遺体をデモナイズして意図的に事件を起こさせ、デモニアック同士を戦わせることで候補者の進化を促す。その一方、ザーギンに特別視されるジョセフには苛立ちを隠さない。
かつては異民であり貴族の家畜の世話をしていた。負傷した老馬ヴァイスの毒殺を命じられたが、それに従えずヴァイスを連れて逃亡したところを貴族の召使いに発見され、ヴァイスは狙撃されベアトリスも暴行を受け、瀕死となる。その際ザーギンに救われ、ヴァイスと共にブラスレイターとなった。

### 民間人
XAT、ツヴェルフなど、組織に関わらない重要人物たち。
ゲルト・フレンツェン
声 - 石塚運昇
常勝無敗のオートバイレーサーだったが、ジョセフとデモニアックの戦いに巻き込まれて負傷し、下半身不随となって引退した。その後、身体機能を回復する新薬としてベアトリスから与えられた薬を飲み、デモニアックと化す。XATに協力して他のデモニアックを倒したことで一度は英雄として返り咲くが、社会との軋轢やデモニアック化に伴う幻覚症状によって暴走してしまう。ヘルマンの「チャンプ!」という呼びかけに人としての意識を呼び起こされ、マレクからの手紙を受け取ったが、襲い来る幻覚との戦いに限界を覚え、ジョセフに最期を託した。
レーサー時代のゼッケンはNo.46、渾名は「白い風」「不敗のチャンピオン」。チーム「Phoenix（フェニックス）」に所属していた。
マレク・ウェルナー
声 - 皆川純子
アマンダの義弟。14歳。前姓はユルドゥルム。ゲルトの熱烈なファンで、彼がデモニアックになっても崇拝していた。異民であることから同級生によるいじめの対象となり、登校拒否児になる。「悪魔憑き」と罵られ、暴力を振るわれているところをジョセフに救われたが、親友のヨハンを巡る事件で現実に失望。復讐を果たす力を求め、ベアトリスから与えられた薬により、デモニアックと化し同級生を惨殺した。変身後の姿から「イエロー」と通称される。
ザーギンからジョセフを守るために重傷を負っての昏睡後、ツヴェルフに確保される。その症状は脳死に酷似しているが、サーシャはマレク自身が目覚めることを拒否していると見立てる。その後、ベアトリスとヘルマンの決戦中に覚醒し、最終決戦前にザーギンと戦うことで最終決戦までの時間稼ぎに貢献した。
スノウ
声 - 中原麻衣
ベアトリスたちに襲撃された村の生き残りの少女。ジョセフに助けられた際に彼の血液からナノマシンに感染し、ブラスレイターとなる。非常に純粋無垢で健気な性格であり、ジョセフのことを強く信頼している。しかしその純粋さが、ジョセフの罪悪感を更に煽っていた。全編における「ジョセフの罪」の象徴である。

### XAT
Xenogenesis Assault Team（異種発生突撃隊）。デモニアックから市民を守り、一連のデモニアック事件の実態を調査するために設立された組織。軍の特殊部隊と警察の交通機動隊から選出された人材で構成される。部隊単位は「班」であり、ひとつの班は6名の人員からなる。1班と2班が存在しているが、2班の方が少数精鋭であり、指揮系統は2班の方が上位にある模様。第10話より新たにパラディン部隊の3班が編成された。主な個人武装はFN P90。
支給されるスーツやバイクは、職務内容によりカラーが異なる。携行火器や特殊バイクを用いて狙撃ポイントまで誘導するアタッカーは赤、遠距離から耐甲50ミリ弾などで射撃するスナイパーは緑、全体の指揮を執る隊長やオペレーターは黄。
真の存在理由はツヴェルフの稼動準備が整うまでの時間稼ぎと、陰の存在であったツヴェルフを表舞台に出すため「通常の手段では融合体に対抗できず、サイボーグなどの非人道的テクノロジーの使用もやむなし」と印象付けることである。このことを知る者は、XAT長官でありツヴェルフの管区長でもあるヴィクター以外にはほとんど居ない。
隊長であるウォルフがブラスレイター化、彼の暗躍によって所属メンバーのほとんどが融合体となったため、実質的に壊滅。最終決戦後はアマンダの尽力で再建され、融合体と化した人々を救済するための組織として活動を再開した。
ウォルフ・ゲイリグ
声 - 立木文彦
XAT隊長。アフリカ系で、大兵肥満という形容が相応しい壮漢。強い意志と優れたリーダーシップで職務を遂行していたが、ジル・ホフマンの事件でのナノマシン感染を機に、人生が大きく狂い始める。ベアトリスに薬を与えられて唆されるまま覇道を夢見た果てに、目を掛けていたXAT第2班を「デモナイズさせて救う」という歪んだ理念に奔走するが、人間として生きることを選んだ部下たちには拒絶されてしまった。その後はベアトリスに協力し、デモニアック軍団を率いて新生XATを名乗り、ツヴェルフと敵対する。
アルビン・ルッツ
声 - 檜山修之
XAT第2班に所属する男性。前所属はGSG-9（ゲーエスゲー・ノイン）。担当はスナイパーで、使用火器は通常の狙撃銃。通称「アル」。逆立った短髪と鼻元にあるバーコード状のタトゥーが特徴。飄々とした性格で、斜に構えたような皮肉な言動が目立つ。しかし嫌味というわけではなく、ブラッドと共に第2班の暴走しがちなメンバーを諫める役割。
XAT壊滅時はナノマシンに感染していた自身より、まだ無事であるアマンダとヘルマンを逃がすべく最後の力を振り絞る。しかし、ウォルフの妄執によって後にブラスレイターとして復活することとなり、蘇生された時点では記憶が喪われた状態でありウォルフに従順だったが、決戦時、アマンダ機のパラディンに書かれている自分とかつての仲間の名前を見て全てを思い出し、アマンダ・ヘルマン側に加担してウォルフを斃し、結果を見てその場から離れたあと自決をした。
ブラッドリー・ギルフォード
声 - 中村悠一
XAT第2班に所属する男性。前所属はアルと同じくGSG-9。担当も同じくスナイパーで、使用火器は対物ライフル。通称「ブラッド」。鷲鼻と目元まで覆う長髪（勤務中はオールバックにしている）が特徴。物静かだが、意外にユーモア溢れる男性で、アマンダに「冗談を言うのね」と驚かれていた。常に着用しているドッグタグと弾丸から成るネックレスは、大切なお守り。死後、ウォルフが復活させようとするも、死体は塵になって消えた。
レーネ・ロザムンデ
声 - 喜多村英梨
新設されたXAT第3班に所属する、切れ長の瞳の女性。とても一途な性格。グリーンに塗装されたパラディン2番機を駆る。GSG-9時代に使用していたコードネーム「Clavier（クラヴィーア）」を、現在でも使用している。ブラッドとはかつてGSG-9のブラボーチームで共に戦い、残弾を幸運のお守りとして交換した仲。
XAT壊滅時はパラディン2番機で融合体掃討の任務に就いていたが、ウォルフに騙されてアマンダたちの前に立ち塞がる。真実を知ってウォルフに立ち向かうも敵わず、逆に融合能力で2番機ごと操られ、ブラッドと対峙。かつてブラッドに託した残弾は、悲しい形で返されることになった。死後はウォルフが復活させようとするも、死体は塵になって消えた。

### ツヴェルフ
ドイツ語で「Zwölf（12）」の名を持つ組織。教義に基づく宗教団体ではあるが、経済・軍事団体を統べる巨大な組織。中世のころより脈々と受け継がれてきたテンプル騎士団が母体。
医療技術や科学技術は最先端かつ強力で、またデモニアックなどの技術の大元でもあり、ヴィクター、メイフォン、エレア、サーシャらが所属している。「神の名の元に世界を支配する」という目標の下、元々は医療目的であったサーシャのナノマシン研究を、サイボーグに次ぐ人体兵器化の軍事研究へと流用し、ある計画を進めるが、組織の一員かつ素体として勧誘したザーギンの反逆に遭う。しかし、計画履行を阻止するザーギン一派と対立しながらも、暗躍は続けている。
XATを設立し、ザーギンを誘き出す餌としたのも組織の意向。ジョセフはザーギンの血によってブラスレイターとなってからは、ガルムとエレアを通じてツヴェルフからの情報を得ながら、ザーギンを追跡していた。
ヴィクター・シュタッフス
声 - 斧アツシ
XATを率いる長官。ウォルフと並ぶほどの巨漢で、髪から髭まで続くライオンのような剛毛が特徴。冷静沈着な面持ちで職務を全うしていたが、XAT長官とは表の顔に過ぎず、裏の顔はベアトリスが「真の敵」と呼ぶツヴェルフの管区長である。かなりの自信家でどす黒い野望に満ちており、政治的な立ち回りに長けてはいるが、実際の戦闘指揮においては不測の事態に対応し切れず、苛立ちを部下にぶつけることが多い。ツヴェルフ本部が多数の融合体に包囲された際、地下コンピュータルームへ進入してきたザーギンによって、強制的にコンピュータと融合させられてしまう。

#### アポカリプスナイツ
メイフォン・リウ
声 - 遠藤綾
本部から出向してきた、XAT第2班に所属する黒髪の眼鏡の女性。担当はアナライザー。上司であるウォルフと同行することが多いが、それは表の顔に過ぎず、裏の顔はツヴェルフの一員である。サイボーグ化されている身体で「スケールライダー」を駆り、融合体を掃討する。冷徹に任務を遂行するが、XATでは仲間に対する情も一応は持ち合わせていた。
実はヴィクターの孫娘でもあり、彼への想いはとても深い。
サーシャ・ジョブスン
声 - 生天目仁美
若くして奉公に出たため、ジョセフと生き別れた実姉。肌の色は白く、髪は金髪。異民初の生物工学研究者として大学でも一目置かれていた、ザーギンの親友。デモニアックのナノマシンを開発した第一人者でもあることから、罪の意識に苛まれていた。市民のリンチによって一度命を落としたが、人体実験によりサイボーグとして蘇生。「ボウライダー」を駆り、3人の中では司令塔を兼ねる。
なお、ビジュアルファンブック「レコード・オブ・マグナス」にて彼女の本名は「アレクサンドラ・ジョブスン」と記載されている。
シドウ・カサギ
声 - 石塚運昇
「ソードライダー」を駆る、筋骨隆々で大柄な日本人の男性。一見ぶっきらぼうでニヒルな性格に見えるが、実は慈愛に満ちた心温かな人物で、孤児院を運営するアマンダの叔母とも寄付を通じて知り合いであった。元は広島県出身の自衛隊隊員であり、先天性遺伝病の我が子を助けるために自ら進んでサイボーグ化手術を受け、摘出された自身の臓器を我が子へ移植させている。そういった思いから、使命感のあまり自身を粗末にするアマンダを諫める一面もあり、その精神は敵であるザーギンからも敬意を払われるほどであった。
劇中名字を呼ばれることも名乗ることもなかったが、コックピットからの通信などの際に「Shido Kasagi」と表示されることから、その姓はカサギであるものと推定される。
なお、シドウとメイフォンの頭部は見た目には常人と同じだが、サーシャは右目が赤（生身の時と同じ色）、左目が緑色（カメラ付き義眼）のオッドアイであり、左耳部からこめかみ付近まではカバーが装着されているため、一目でサイボーグと判別可能。また、3人とも首などには各自の愛機やコンピュータとのコード接続用に、ソケットが内蔵されている。

### 一般人
ジル・ホフマン
声 - 佐久間紅美
ゲルトの恋人。利己的かつ享楽的な性格が災いしてマシューと密通を繰り返していたが、その裏切りをゲルトに知られて殺されかけ、マスコミの前で悲劇のヒロインを演じる。デモニアックと化したマシューの血を浴びて研究所に隔離された後、移送中に首の長いデモニアックへとデモナイズ。錯乱して人命を奪ったが、同様に混迷するゲルトに八つ裂きにされた。
マシュー・グラント
声 - 木下浩之
チームPhoenixのチーフ・マネージャー。ジルとは深い関係。オーナーの意向を伏せ、下半身不随のゲルトに解雇を告げて居場所を奪った上、デモニアック退治の英雄として再びマスコミの注目を浴び始めた彼を利用しようと謀ったが、ゲルトの血を浴びて髑髏顔のデモニアックと化し、異形と化した絶望感から自暴自棄となり、ジョセフの説得にも耳を貸さずに倒される。
ヨハン
声 - 水沢史絵
マレクの友達。家族のために度々教会で祈りを捧げる優しい少年だが、いじめっ子のレオ、フィリップ、マークスに脅され、マレクへのいじめに加担してしまう。悔やんでも悔やみ切れない思いから、アマンダにマレク宛の手紙を託した後に自殺した。
レオ、フィリップ、マークス
声 - 石井真（レオ）、大原崇（フィリップ）、高橋研二（マークス）
いじめっ子の三人。赤髪がレオン、黒がフィリップ、ブロンドがマークス。異民に対し差別的な思想を持っており、親が社会的に高い立場を持つこともあり、ヨハンを自殺に追い込んだ件に対しての制裁も受ける事はなかった。その後はヨハンの恨みでブラスレイターと化したマレクに惨殺される。
ミュラー
声 - 広瀬正志
ジョセフの育ての親。極貧の経済状態の中、煙たがられながらも寄付を集めて孤児たちを育てる、寛大な心優しい神父。「どんな過酷な世界でも、生きる意味はある」と、ジョセフたちを励まし続けた。イエーヴァ川の氾濫で帰る所を無くした被災民を、シスターのハンナと共に教会で保護・治療していたが、彼らの世話から来る疲労と極貧の生活で蓄積された長年の心労が祟り、被災民やジョセフたちの無事を神に祈り続けていた最中に息を引き取る。

## デモニアックとブラスレイター
「悪魔」「悪魔憑き」とも呼ばれ、忌み嫌われる謎の異形をデモニアックと呼ぶ。さらに、その中でも、特徴的且つ強大な力を持つ者をブラスレイターと呼ぶ。
醜悪な外見と強靭な身体能力、機械や金属と融合して操る能力を持ち、その能力から、XATや政府公式には「融合体」と呼ばれる。従来は死体がデモナイズするものとされていたが、その後に生者がデモナイズする事例が出てきた。デモニアックに遭遇し感染の疑いがある者はXATにより研究所へ運ばれ、隔離先の個室で48時間、発症の過程を観察される。
原因はサーシャが開発したナノマシン「ペイルホース」。デモニアックの血液中のペイルホースは、空気に触れると1分以内に蛋白質が分解消失するために通常の血液検査では検出されないが、デモニアックの血液の直接接触や空気中のペイルホースが分解前に傷口（かすり傷程度でも）を通して人体に入ると急激に増殖し、特定の蛋白質に作用した結果、その身体を融合体に作り変えてしまう。デモナイズ後も元の人格は残るが、変化する際に発熱や咳などの体調不良を伴い、「見るもの全てがデモニアックに見える」などの幻覚に常時苛まれる。 
ベアトリスはこれを、金属の肉体を持つ「人類の最終進化形」と称した。ベアトリスの説では、進化の過程であらゆる衝撃や高熱に耐え得る皮膚、宇宙にさえ行ける鋼の身体を得た「選ばれし者」の中から無限の進化と淘汰の果てに、ブラスレイターが生まれるという。 
ペイルホースが感染者の遺伝子に干渉し、合計72種の変異パターンのうちどれか1つでも適合する素体は、通常のデモニアックを超える力を我がものとすることが可能なブラスレイターとなる。その72パターンは発見された順に、ゴエティアの悪魔の第1位からの名前を冠し、その暗示である印を後付で組み込んだ。
ペイルホースを死者に注入し72パターンのいずれかに適合した場合、事実上の蘇生が起こる。また、融合能力に加え、明確に思い描いた「ヴィジョン」そのままのものを体から具現化させることが可能（ジョセフの剣などは、その能力の産物である）。ブラスレイターは人間とデモニアックの姿を自由に使い分けられるが、その力を強く行使すればするほど、通常のデモニアックと同じ幻覚衝動や殺人衝動に苦しめられる。
コンピュータなどの電子機器には直接接触での一時融合により、ネットワーク情報を読み取ることが可能。
最初に見つかったバアルが最も理想的とされ、最後に見つかったアンドロマリウスが最も未知数且つ、バアルに対抗できる可能性を持つブラスレイターとされる。
タイプLXXII（72）：アンドロマリウス
ジョセフ・ジョブスンが適合したタイプ。最も後に発見され、多くのブラックボックスを残す未知数のブラスレイター。エレアはこれをして「解は出たが解法のわからない数式」と称している。
深い藍色の異形で、形状は人間に近い。また、獣の顔を象った篭手が左手には現れていない。スノウを助ける時に右角を、マレクを救う際には左肩を損傷しており、その部分が欠けている。ツヴェルフから支給されたスーパーバイク「ガルム」と融合し、空を飛ぶことができる。
ジョセフはこのブラスレイターの名の由来である悪魔の「蛇を持っていた」という伝承から、青い光を発する鞭に変形できる湾曲刀（シミター）を武器とし、自在に操る。
ジョセフは類い希なる精神力で暴走を抑制していたが、変身時の精神のリミットを外すことにより、バーサーカーへと進化した。基本色が黒と赤に変じ、延髄の部分から骨のような尾が伸びた異形となり、低級のデモニアックを支配できるだけの力を得た。
真の力の詳細は不明だが、ジョセフの変身体と同じカラーリングのマレク・ブラスレイター（ウァラク：後述）を召喚し共に戦った。他にも、その身に死したゲルトやヘルマンの意識をダウンロードし、擬似的に彼らの肉体となり、マルコシアスやフェニックス（共に後述）の姿に変じた。
タイプI（1）：バアル
マドワルド・ザーギンが適合したタイプ。最初に発見された最も理想的な構成パターンを持つ、最強のブラスレイター。甲冑を纏った双角の騎士のような姿をしており、鈍重そうな見た目にもかかわらず全てにおいて高水準な能力を持つ。巨大な両刃の剣と背の翼を武器とし、生身のままでも他のブラスレイターを圧倒する。
タイプXIV（14）：レライエ
アルビン・ルッツが適合したタイプ。紫色を基調としたボディに巨大な単眼を持つブラスレイター。化け物然とした眼付近に反し、顔の下部は比較的人間に近い。
融合強化した愛用の狙撃銃により、超長距離からブラスレイターの装甲を貫通するレーザーを射出することができる。
タイプXXV（25）：グラシャ＝ラボラス
マルコ・ベルリが適合したタイプ。紫色を基調としたボディで、禍々しい全身甲冑のような姿である。巨大な斧を操り、同時に具現化した翼によって空を飛んだり、羽を弾丸のように射出することもできる。その能力から、XATには「鳥（フォーゲル）」と通称された。小説版にのみ登場。
タイプXXIX（29）：アスタロト
ベアトリス・グレーゼが適合したタイプ。赤い光のスカートを纏い、細い針のような爪を武器に戦う道化師のような姿をしている。浮遊能力によりジェット戦闘機を上回る空中戦闘が可能であり、他のブラスレイターに対し一方的なアドバンテージを得る。
低級のデモニアックを指揮することが可能。
タイプXXXI（31）：フォラス
ウォルフ・ゲイリグが適合したタイプ。羊のような巨大な一対の角を持ち、分厚い手足が特徴の黒い雄牛に似た姿を持つ。伸縮自在の剛腕と、そこから発する高熱が武器。また、最大の武器は燃料気化爆弾の直撃にすら耐えられる耐久力。
低級のデモニアックを使役することが可能。
タイプXXXV（35）：マルコシアス
ヘルマン・ザルツァが適合したタイプ。髪の色と同じ深紅を基調としたボディで、顎下部からまっすぐに上に伸びた双角が特徴。籠手の部分が獣の顔を象っている。ハルバードの石突きの部分に鎌を装着したような、長柄の武器を操る。その切れ味は凄まじく、ブラスレイターの装甲すら切り裂いてしまう。斧の部分の刃は、鎖鎌のように柄から切り離し、遠距離への攻撃も可能。その鎖はゲルト（フェニックス）の武器と酷似している。
ツヴェルフの新型兵器トリプルシックスと融合した時には、破壊力も機動力も優れた戦闘を見せた。
タイプXXXVI（36）：ストラス
ティオ・カミングが適合したタイプ。白を基調とし、両腕部から小型の翼を生やした正統派な外見である。戦闘能力は低く、両腕の羽型の弾丸を射出したり、幻像を作り出し敵を幻惑するなどの戦術を得意とする。漫画版にのみ登場。
タイプXXXVII（37）：フェニックス
ゲルト・フレンツェンが適合したタイプ。所属していたチーム名と同じ名を冠する。顔を覆うようなバイザーに沿った内側へ向かう双角を有する。高い跳躍力を見せ、旋風や手足の刃を操り、背中の翼に似た武器をブーメラン、二刀、鎖鎌などに変えて戦った。
タイプXXXXVI（46）：ビフロンス
レインが適合したタイプ。顔の右半分に、漆黒の髪と人間の瞳が覗く外見。数多くのデモニアックの能力を吸収し、単体の戦闘能力もかなり高い。また、鋭い切れ味の糸を出現させることもできる。漫画版にのみ登場。
タイプLXII（62）：ウァラク
マレク・ウェルナーが適合したタイプ。下向きの一対の角と、黄褐色の縞柄の身体に赤い蹄似の足を持ち、敏捷性が高い。右手の印から出る緑色の鞭を、用途に応じてバックラーやランスに変えて戦う。
タイプLXVIII（68）：ベリアル
スノウが適合したタイプ。腰部から烏の翼を生やした、女性型の姿。基調となるカラーは漆黒で、右腕の先が赤く、顔部や二の腕などは肌の露出を思わせる白いカラーリング。武器は十字型の杖で、痛烈な打撃によって敵を打ち砕く。頭部が人間型と悪魔型の二種類が存在する（人間型は漫画版のみの登場）。
不明
ヴァイスが適合したタイプ。変身しても馬の姿のまま。ザーギンと共通した白と紫を基調とした姿で、巨大な翼を具象化させたペーガソスのような姿を持ち、飛翔する。
バアル（ザーギン）を乗せて戦い、老馬ながらもデモナイズした時の走行速度は、ゲルトが駆る666に追随するほど。また、足から雷を放って攻撃することも可能。

## メカニック
XATアタッカーバイク
アタッカー専用の赤色に塗装されたバイク。車体後部の側面に取り付けられた箱（サイドボックス）に装備されているミサイルが主武器。
XATスナイパーバイク
スナイパー専用の緑色に塗装されたバイク。サイドカーにはライフルやミサイルランチャー・ユニットなどが装備されている。
XAT指揮車
作戦現場の司令塔。全方位を監視できるボール型のカメラや装甲車並みの耐久度を有し、あらゆる攻撃を事前に察知して防ぐ事ができる。
ガルム
ジョセフが駆る巨大なスーパーバイク。ガルムとは北欧神話に登場する番犬の名前である。ザーギン追跡のため、ツヴェルフがジョセフに与えた。普段は一般的なスポーツバイクに近い形状だが、ジョセフのデモニアック化に合わせて戦闘形態へと瞬時に変形する。並みの車輌では追い着けないほどの高速走行の他、後部スラスター一斉噴射による短時間飛行も可能。また、ホログラフィー投影機能を持った情報端末を搭載しており、それを通じて姿を現すエレアとの会話や彼女の遠隔操作による単独走行も可能である。
戒厳令下の街でアマンダに職務質問された際、ジョセフはガルムを日本製「四菱ジャパンカスタム」と答えた。 
ガルム改
強化パーツによってパワーアップ（バーサーカー化）したジョセフのために、後述のトリプルシックスの予備パーツを用いてガルムを改造した機体。トリプルシックスと同様にタイヤ部分を変形させることで飛行形態となり、長時間の飛行が可能。内部には、ツヴェルフのコンピュータと融合したヴィクターとの同居を嫌って自身の全システムを移行してきたエレアが存在している。
最終決戦の4年後には、XATの遊撃隊長の任を受けたアマンダの乗機となっている。
トリプルシックス
ツヴェルフが開発した最新型の戦闘用バイク。トルプルシックスとはキリスト教新約聖書における獣の数字を意味する。元々はパワーアップ後のジョセフに与えられる予定だったが、ブラスレイター化したヘルマンに奪取される。ガルム似だった機体色は、ヘルマンとの接触を経て彼と同様の赤系統と化した。飛行形態への変形が可能。
最終決戦の4年後には改修されており、XATに入隊したマレクの乗機となっている。
パラディン
用途に合わせて大型装甲バイク（駆動形態）から人型ロボット（戦闘形態）に変形が可変なマシン。パラディンとは聖騎士を意味する。第10話でXAT3班と共に配備された。並みの融合体なら簡単に殲滅可能な戦闘力を有しており、表面の装甲はデモニアックの融合防御のために起動中は電流を流し続けている。しかしあくまでも地上用のため、跳躍や飛行は不可能。
XAT配備機はいわゆるミリタリー風に、ツヴェルフ配備機は白を基調に塗装されているが、一部の機体は個人用配色で塗装されている。ザーギンがツヴェルフ本部へ侵入した際はメイフォンやシドウも使用したが、一矢報いることも出来ずに破壊された。アマンダ専用機は、XAT仕様のカラーリングにヘルマン、アル、ブラッドの名前と、シドウが書き添えた「絆」というマーキングがされている。
アポカリプスナイツ
第12話より順次登場。スケールライダー、ボウライダー、ソードライダーの3機で構成される。アポカリプスとは黙示録を、ナイツは騎士を意味する。現行より1世代進んでいると言われるツヴェルフの科学技術力により生み出された兵器で、絶大な攻撃力を持つ。機体操作に関わる負荷が非常に大きいため、搭乗者はサイボーグのみを前提としている。初登場時は融合体に対して絶対的な優位性を見せつけたが、ベアトリスやウォルフといった位階の高いブラスレイターの登場で多数の融合体が統率された結果、数の上で不利となり、苦戦を強いられるようになった。
スケールライダー
可変翼戦闘機。パイロットはメイフォン。アポカリプスナイツの中で唯一反重力システムを搭載しており、戦闘機モードでは長距離・超高空飛行能力を有し、超音速での飛行も可能。上面にソードライダー、下面に砲台形態のボウライダーを搭載する輸送機モードへ変形可能で、ボウライダーを搭載した場合は飛行したまま攻撃機としても行動する事ができ、荷電粒子砲を使用することが可能。主な武器に各種ミサイルや爆弾の他、降着装置としても機能する近接戦用クローアームを装備している。
ボウライダー
可変人型兵器。パイロットはサーシャ。二脚機動による人型形態時には機動性を活かした両椀部速射砲での中距離戦を、砲台形態の時は両手の砲を合体させての狙撃や後方支援攻撃を行う。砲台形態時に使用できる荷電粒子砲は射程も破壊力も絶大だが、砲身の冷却に時間を要するために連射が効かず、砲撃の際は機体を固定する必要から移動が不可になるという欠点がある。人型へ変形できるものの近接武器が乏しいため、格闘戦には向いていない。ただし砲台形態のままスケールライダーと合体することで、移動手段を得ることも可能。主な武器は荷電粒子砲。
ソードライダー
四足獣型兵器。パイロットはシドウ。アポカリプスナイツの中で最も近接格闘戦に適しており、移動に特化した四足形態（四足を活かした高機動や足先端に装備されたホイールによる高速移動など）、瞬発的な運動性能に特化した後足直立形態（リッキーな機動を行う）を使い分ける事ができる。尾部に装備されたワイヤーハーケンは尻尾の如く自在に稼働し、クローでの近接戦だけでなく内蔵されたビーム砲での中距離攻撃も可能としている他、急旋回やブレーキ、壁登りなどの移動の補助手段としても活用できる。主な武装はワイヤーハーケンの他、前足に装備したブレード。

## 用語
作中のデモニアックや用語・地名の多くは、聖書や悪魔の名前からの引用が多い。
イシス
ペイルホースに対してサーシャがツヴェルフのコンピューターに残されていたデーターを元に急遽作り上げた抗体（アンチ・ナノマシン）で、効果が発症した時はデモニアックを塵化する効果を持つが、効果が現れるまでに時間がかかる。ザーギンとの最終決戦に赴く前にジョセフに投入し、効果が現れたときにジョセフとザーギンや周囲のデモニアックを塵化した。
異民
20数年前、恐慌によって国外から職や衣食住を求め流れ着き、差別を受ける人々。身分証などが無いため、公的支援が一切受けられない。廃墟などに住み着き、スラムを形成している。学習や就労の機会も無く、劣悪な環境の下、慢性的な栄養失調から病に倒れる者も多い。また、家族を養うために犯罪を犯したり、自ら進んで搾取の対象となる者もいる。
作中においては、差別や欲望の捌け口の対象として悲劇的に描かれる傾向が顕著である。現実の難民と状況は変わらない。

## テレビアニメ
2008年4月から同年9月まで、独立UHF局で放送された。ハイビジョン制作。

### スタッフ
- 原作 - GONZO×ニトロプラス[1]
- 監督 - 板野一郎[1]
- シリーズ構成 - 虚淵玄（ニトロプラス）、板野一郎（D.A.S.T）[1]
- チーフライター - 小林靖子
- キャラクター&メカニカルデザイン原案 - Niθ[1]
- キャラクターデザイン・総作画監督 - 恩田尚之[1]
- メカニカルデザイン - 石渡マコト（ポリゴン番長）
- プロップ&テクスチャデザイン - イトウケイイチロウ
- セットデザイン - 青木智由紀
- 色彩設計 - 北沢希実子
- 3D監督 - 阿尾直樹
- 美術監督・クリエイティブディレクター - 佐野秀典
- 撮影監督 - 林コージロー
- 編集 - 廣瀬清志
- 音響監督 - 明田川仁
- 音楽 - 日比野則彦
- 音楽制作 - ランティス、フューチャービジョンミュージック、ステイミュージック
- 音楽プロデューサー - 伊藤善之、福士洋介
- エグゼクティブプロデューサー - 上木則安、星野禎、石井徹
- プロデューサー - 永井理、嶋津毅彦
- アニメーション制作 - GONZO[1]
- 製作 - スカパー・ウェルシンク、GDH、東映ビデオ

### 主題歌
オープニングテーマ
「デタラメな残像」（第2話 - 第14話）
作詞 - 谷山紀章 / 作曲・編曲 - 飯塚昌明 / 歌 - GRANRODEO
- 第1話はOP無し。
- 第10話から第14話まで映像が一部変更されている。

「unripe hero」（第15話 - 第24話）
作曲・編曲 - 齋藤真也 / 作詞・歌 - 栗林みな実
- 第15話から第23話までは1番の歌詞、第24話のみは2番の歌詞で流された。

エンディングテーマ
「sad rain」（第1話 - 第11話）
作詞 - 畑亜貴 / 作曲・編曲 - 飯塚昌明 / 歌 - 美郷あき
「Separating moment」（第12話）
作詞 - 畑亜貴 / 作曲 - mixakissa / 編曲 - 綾部薫 / 歌 - 美郷あき
「A Wish For The Star」（第13話 - 第23話）
作詞 - 渡邊カズヒロ / 作曲 - 渡辺拓也 / 編曲 - 磯江俊道 / 歌 - いとうかなこ
- 第13話から第22話までは1番の歌詞、第23話のみは2番の歌詞で流された。

「sweet lies」（第24話）
作詞 - 渡邊カズヒロ / 作曲・編曲 - 磯江俊道 / 歌 - いとうかなこ
挿入歌
「DD」（第5話、第16話）
作詞 - 渡邊カズヒロ / 作曲・編曲 - 村上正芳 / 歌 - いとうかなこ

### 各話リスト
| 話数 | サブタイトル         | 脚本     | 絵コンテ   | 演出              | 作画監督                 |
| ---- | -------------------- | -------- | ---------- | ----------------- | ------------------------ |
| 1    | 絶望の始まり         | 小林靖子 | 板野一郎   | 板野一郎          | 恩田尚之                 |
| 2    | 栄誉の対価           | 小林靖子 | 佐野隆史   | 佐野隆史          | 小林利充                 |
| 3    | 感染拡大             | 小林靖子 | 板野一郎   | 遠藤広隆          | 飯島弘也                 |
| 4    | 包囲網               | 小林靖子 | 小林孝志   | 小林孝志 遠藤広隆 | 安彦英二                 |
| 5    | 疎まれし者           | 小林靖子 | 佐野隆史   | 長岡義孝          | 羽田浩二                 |
| 6    | 悪魔を憐れむ歌       | 小林靖子 | 飯田馬之介 | 信田ユウ          | 恩田尚之                 |
| 7    | 憎悪の果てに         | 小林靖子 | 日高政光   | 長岡義孝          | 小林利充                 |
| 8    | 僕はもう弱者じゃない | 小林靖子 | 日高政光   | 下司泰弘          | Shuzilow.HA              |
| 9    | 力の価値、力の意味   | 小林靖子 | 日高政光   | 信田ユウ          | 渡辺純子                 |
| 10   | 陰謀の中で           | 虚淵玄   | 佐野隆史   | 西本由紀夫        | 土屋圭                   |
| 11   | 黙示録の序奏         | 虚淵玄   | 藤森カズマ | 長岡義孝          | 小林利充                 |
| 12   | 審判の日             | 虚淵玄   | 佐野隆史   | 信田ユウ 吉沢俊一 | 恩田尚之 越智博之        |
| 13   | 遠い記憶             | 太田愛   | 藤森カズマ | 友田政晴          | 越智博之                 |
| 14   | 聖者の選択           | 太田愛   | 飯田馬之介 | 水森葉月          | 小林利充                 |
| 15   | 神を讃える千年の騎士 | 虚淵玄   | 日高政光   | 千葉高雪          | 羽田浩二 福島豊明 小島彰 |
| 16   | 再会                 | 虚淵玄   | 佐野隆史   | 長岡義孝          | 渡辺純子                 |
| 17   | 獣の咆哮             | 虚淵玄   | 佐野隆史   | 吉沢俊一          | 土屋圭                   |
| 18   | 第四の黙示           | 太田愛   | 藤森カズマ | 友田政晴          | 越智博之                 |
| 19   | 過去からの想い       | 太田愛   | 佐野隆史   | 祝浩司            | 海老原雅夫               |
| 20   | 黄泉の軍勢           | 小林靖子 | 西本由紀夫 | 小林孝志          | 小林利充                 |
| 21   | 蒼白の騎手           | 小林靖子 | 藤森カズマ | 信田ユウ          | 結城信輝                 |
| 22   | 届かぬ思い           | 虚淵玄   | 友田政晴   | 友田政晴          | 渡辺純子                 |
| 23   | 劫火の大地           | 虚淵玄   | 佐野隆史   | 佐野隆史          | 土屋圭                   |
| 24   | 約束の地             | 板野一郎 | 板野一郎   | 吉沢俊一          | 越智博之 恩田尚之        |

### 放送局
| 放送地域   | 放送局               | 放送期間                | 放送日時           | 備考             |
| ---------- | -------------------- | ----------------------- | ------------------ | ---------------- |
| 神奈川県   | tvk                  | 2008年4月5日 - 9月27日  | 土曜 26:00 - 26:30 |                  |
| 兵庫県     | サンテレビ           | 2008年4月6日 - 9月28日  | 日曜 25:30 - 26:00 |                  |
| 千葉県     | チバテレビ           | 2008年4月7日 - 9月29日  | 月曜 25:40 - 26:10 |                  |
| 埼玉県     | テレ玉               | 2008年4月8日 - 9月30日  | 火曜 26:00 - 26:30 |                  |
| ネット配信 | クラビット・アリーナ | 2008年4月9日 - 10月1日  | 水曜 13:00 更新    |                  |
| 日本全域   | AT-X                 | 2008年4月24日 - 10月2日 | 木曜 11:30 - 12:00 | リピート放送あり |

## 映像ソフト化
DVD
2008年8月8日から2009年7月21日にかけて発売された。全12巻で各巻2話収録。
BD
2016年1月6日に発売される予定。単品ではなく全24話収録のBOX仕様（BD4枚組+ボーナスDVD1枚組）。
これを記念し、2015年9月7日1:30（9月6日深夜）からアニマックスで放送開始。HD画質での放送はこれが初となる。

## コミック
チャンピオンREDの2008年1月号から2009年4月号まで『BLASSREITER -genetic-』（ブラスレイター -ジェネティック-）のタイトルで連載。
脚本キムラノボル
作画廣瀬周
- BLASSREITER -genetic- 1（発売日：2008年5月20日） ISBN 978-4-253-23351-4
- BLASSREITER -genetic- 2（発売日：2008年10月20日） ISBN 978-4-253-23352-1
- BLASSREITER -genetic- 3（発売日：2009年3月19日） ISBN 978-4-253-23353-8

### 登場人物（漫画）
スノウ
ゴーグルがトレードマーク。家族を融合体に殺され、自分も殺されかけたところをジョセフに救われた。それから暫くはジョセフと行動を共にし、戦い方や生き方を教わっていたが、突然彼が目の前から去ってしまい、孤独に立ち戻っていたところにレインと出会う。
内向的で惚れっぽく、しばしば妄想に陥りがち。誰かに依存しがちな危うさがある。かつてジョセフの血を浴び、デモナイズして以降数多くの融合体を殺めてきたことや、自分が悪魔であることに強い怯えと後悔を持ち、「罪は許されるのか」としばしば自責する。
テレビアニメ版には第10・18・19話に登場。
ティオ・カミング
スノウとレインの住むヒルテン村に派遣された、見習い神父。純情な優男で、「赦し」の心を説く。デモニアックの攻撃により致命傷を負ってしまうが、スノウの血を受け、デモニアック化する。
リム・ブレッド
火器を操り、融合体すら倒す少年。同性愛者で、サラド神学校で出会った時以来ティオのことが好き。スノウやレインに危機感を覚えている。
レイン
スノウを孤独から救った美少女。平凡な村娘だが、ベアトリスによってデモナイズされた後は奇矯な本性をさらけ出し、融合体同士の子供を作ることで神になるという目的を語る。
ポプラン・メアット
研究一筋で生きてきた老博士。不治の病に冒されていたところを、たまたま通り掛かったレインによってデモナイズされた結果、培養液の中で（上半身だけの姿ではあるが）一時的に命を繋ぎ止めることに成功。それ以降、エレアを援助する一方で、レインに協力していた。ティオにとある助言をするなど、どこか享楽的な性格。
オリビア
ポプランによって製造されたアンドロイド。侍女の姿をしており、ポプランには従順。
アインベッカー・ディケンズ
ティオが通っていたサラド神学校の先輩で生徒会長を務めていた。世界を創り直すために『薔薇の清教徒』を結成する。
レーベン
『薔薇の清教徒』のメンバーでアインベッカーの下僕。
ヴェルシュ
『薔薇の清教徒』のメンバー。融合体の紋章が両手にある。

## 小説
ブラスレイター ジャッジメント
角川スニーカー文庫
著者：ゴンゾ、百瀬千代、ニトロプラス。
- ブラスレイター ジャッジメント1（発売日：2008年7月1日） ISBN 978-4-04-473701-6
- ブラスレイター ジャッジメント2（発売日：2008年10月1日） ISBN 978-4-04-473702-3

## 書籍
- ブラスレイター ビジュアルファンブック レコード・オブ・マグナス（出版社：新紀元社 発売日：2009年5月23日） ISBN 978-4-77-530691-8